# دهه ۲۰۵۰ (میلادی)
دهه ۲۰۵۰ (میلادی) دویست و پنجمین دهه تقویم میلادی است. این دهه در ژانویه ۱ سال ۲۰۵۰ آغاز و در دسامبر ۳۱ سال ۲۰۵۹ به پایان می‌رسد.

## مناسبت‌ها و پیش بینی‌ها
- در پایان این دهه جمعیت کرهٔ زمین پیش بینی می‌شود که به ۹٫۱ میلیارد نفر برسد.[۱]